# Истоминка (деревня)
Истоминка — деревня в Зарайском районе Московской области, в составе муниципального образования сельское поселение Струпненское (до 29 ноября 2006 года входила в состав Журавенского сельского округа), деревня связана автобусным сообщением с райцентром и соседними населёнными пунктами.

## Население
| 2002 | 2006 | 2010 |
| ---- | ---- | ---- |
| 40   | ↘34  | ↘22  |

## География
Истоминка расположена в 15 км на юго-запад от Зарайска, на реке Истоминка, левом притоке реки Березинки, высота центра деревни над уровнем моря — 173 м.

## История
Истоминка впервые упоминается в Писцовых книгах XVI века, до 27 апреля 1923 входила в состав Каширского уезда Тульской губернии. В 1862 году в деревне числилось 11 дворов и 114 жителей, в 1926 году — 17 дворов и 122 жителя. В 1930 году был образован колхоз «Красный сенокос», с 1950 года — в составе колхоза «Красная звезда», с 1961 года — в составе совхоза «Красная Звезда».